# Барашти (Морунглав)
Барашти (рум. Bărăști) насеље је у Румунији у округу Олт у општини Морунглав. Oпштина се налази на надморској висини од 169 m.

## Становништво
Према подацима из 2002. године у насељу је живело 472 становника, од којих су сви румунске националности.